# 阿部勝征
阿部 勝征（あべ かつゆき、1944年8月23日 - 2016年9月9日）は、日本の地震学者。東京大学名誉教授。地震予知総合研究振興会長。

## 経歴・人物
東京都生まれ。東京大学理学部地球物理学科卒業、東京大大学院博士課程を修了後、北海道大学助教授、米カリフォルニア工科大学上級研究員や東京大学地震研究所教授などを歴任した。海底の断層がずれ動くことで津波が起こるという仕組みを解明した。2007年に東京大学名誉教授。
1995年から地震防災対策強化地域判定会委員に入り、2008年から2016年まで同会の会長を務め、東海地震の観測・予知に関わる。南海トラフ地震や首都直下地震の想定の検討でも中心的役割を担い、2008年には、防災功労者として内閣総理大臣から表彰された。
2011年の東北地方太平洋沖地震（東日本大震災）当時は、政府の地震調査委員会の委員長を務めていた。阿部自身は東日本大震災について、「（マグニチュード9クラスの大地震が）東北地方で起こるとは想定できなかった」という見解を示している。
2016年9月9日、東京都清瀬市の病院にて肺がんのために死去。72歳没。没後に叙正四位、瑞宝中綬章追贈。
2017年、第68回「日本放送協会放送文化賞」を受賞。

## 主要論文
- 阿部勝征、「地震断層の運動」 科学 44(3), 139-145, 1974-03, NAID 40017542913
- 武尾実, 阿部勝征, 辻秀昭、「1935年7月11日静岡地震の発生機構」 地震 第2輯 1979年 32巻 4号 p.423-434, doi:10.4294/zisin1948.32.4_423
- 阿部勝征、「桜島地震の震源とマグニチュｰﾄﾞ」 北海道大学地球物理学研究報告 1981年 39巻 p.57-62, doi:10.14943/gbhu.39.57, hdl:2115/14087
- 宮嶋衛次、阿部勝征、「1961年8月釧路沖地震のメカニズム」 北海道大学地球物理学研究報告 1982年 41巻 p.77-82, doi:10.14943/gbhu.41.77, hdl:2115/14097
- 末次大輔、佐竹健治、山下済、阿部勝征、「1983年日本海中部地震による津波の現地調査 : 北海道瀬棚郡－浜益郡」 北海道大学地球物理学研究報告 1984年 43巻 p.41-55, doi:10.14943/gbhu.43.41, hdl:2115/14123
- 林保彦, 阿部勝征、「気象庁データにもとづくMS決定法」 地震 第2輯 1984年 37巻 3号 p.429-439, doi:10.4294/zisin1948.37.3_429
- 阿部勝征、「伊豆大島 1986 年割れ目噴火の拡大速度」 火山.第2集 1988 年 33 巻 SPCL 号 p. S16-S19, doi:10.18940/kazanc.33.SPCL_S16
- 坪井誠司, 纐纈 起, 鷹野澄, 宮武隆, 阿部勝征, 萩原幸男、「国立大学観測網地震カタログの震源決定処理」 地震 第2輯 1989年 42巻 3号 p.277-284, doi:10.4294/zisin1948.42.3_277
- 阿部勝征、「地震と津波のマグニチュ-ドに基づく津波高の予測」 東京大学地震研究所彙報 64(1), p51-69, 1989-06, NAID 120000871829, hdl:2261/13028
- 阿部勝征、「遡上高を用いた津波マグニチュードMtの決定 -歴史津波への応用-」 地震 第2輯 1999年 52巻 3号 p.369-377, doi:10.4294/zisin1948.52.3_369
- 阿部郁男, 今村文彦、「津波データベースを利用した簡易的な津波減衰指標の提案」 海岸工学論文集　2007年 54巻 p.186-190, doi:10.2208/proce1989.54.186